# On an Island
On an Island este al treilea album solo al lui David Gilmour, cunoscut drept vocalist și chitarist al formației Pink Floyd. A fost lansat în Regatul Unit pe 6 martie 2006 , exact în ziua în care Gilmour împlinea 60 de ani iar în SUA după o zi. A fost primul album solo al lui Gilmour după 22 de ani. Cântecul "Castellorizon" a fost nominalizat la Premiile Grammy la categoria cea mai bună melodie rock instrumentală.
Albumul a primit discul de platină în Canada, unde s-a vândut în peste 100 000 de copii în prima lună de la lansare, vânzându-se în 1,5 milioane de copii în toată lumea .

## Lista pieselor
1. "Castellorizon" (Gilmour) (3:54)
2. "On an Island" (Gilmour/Samson) (6:47)
3. "The Blue" (Gilmour/Samson) (5:26)
4. "Take a Breath" (Gilmour/Samson) (5:46)
5. "Red Sky at Night" (Gilmour) (2:51)
6. "This Heaven" (Gilmour/Samson ) (4:24)
7. "Then I Close My Eyes" (Gilmour) (5:26)
8. "Smile" (Gilmour/Samson) (4:03)
9. "A Pocketful of Stones" (Gilmour/Samson) (6:17)
10. "Where We Start" (Gilmour) (6:45)

## Single-uri
- "On an Island" (2006)
- "Smile"/"Island Jam" (2006)